# Franse parlementsverkiezingen 2024
De twee ronden van de Franse parlementsverkiezingen van 2024 vonden plaats op zondag 30 juni en zondag 7 juli 2024. De 577 volksvertegenwoordigers in de Nationale Vergadering (Assemblée nationale) werden tijdens deze wetgevende verkiezingen gekozen voor de 17e legislatuur van de Vijfde Republiek.
Het ging om vervroegde verkiezingen. President Emmanuel Macron, die al bestuurde met een minderheidsregering (regering-Attal), ontbond het parlement nadat zijn partij een nederlaag leed tegen het extreemrechtse Rassemblement National in de Europese Parlementsverkiezingen van 9 juni 2024. Deze beslissing kwam als een verrassing.
De verkiezingen werden betwist door vier grote coalities en partijen:
- Ensemble, de centrumrechtse coalitie rond Macrons partij Renaissance (248 zetels in de 16e legislatuur)
- Nouveau Front populaire, dat meteen na de verkiezingen van 9 juni werd gevormd door alle grote partijen op links (155 zetels)
- Rassemblement National (88 zetels)
- Union de la droite et du centre, de centrumrechtse coalitie rond Les Républicains (61 zetels).

De eerste ronde werd gewonnen door het Rassemblement National, dat zo'n 33% van de stemmen ontving, gevolgd door de linkse coalitie Nouveau Front populaire, dat 28% kreeg, en Ensemble, dat 21% ontving. De opkomst bedroeg 67%, het meeste sinds 1997. In 76 kieskringen werd een van de kandidaten rechtstreeks verkozen en was geen tweede ronde nodig.
De tweede ronde werd tegen de verwachtingen gewonnen door het linkse blok, dat een pluraliteit van 180 zetels haalde. De meerderheid van Macron haalde 159 zetels, het extreemrechtse blok 142 zetels. De opkomst voor de tweede ronde was eveneens hoog. Analisten merkten op dat de verdeling in drie ongeveer even grote blokken tot bestuursmoeilijkheden zou leiden in het Franse politieke systeem. Na de verkiezing kondigde premier Gabriel Attal het ontslag van zijn regering aan, wat president Macron voorlopig weigerde. Een regering onder leiding van een premier van het Nouveau Front populaire stootte op weerstand bij politici van de centrumpartijen.